# شاپرک ساقه‌خوار مصری
شاپرک ساقه‌خوار مصری (نام علمی: Earias insulana) نام یک گونه از تیره شاپرک‌های کاکلی است.
این شاپرک در بیشتر مناطق آفریقا، در جنوب اروپا، خاور نزدیک و خاورمیانه, ژاپن, تایوان فیلیپین, استرالیا و هاوایی دیده می‌شود.
پهنای بال آن ۲۰ تا ۲۲ میلی‌متر است.